# Trinchera

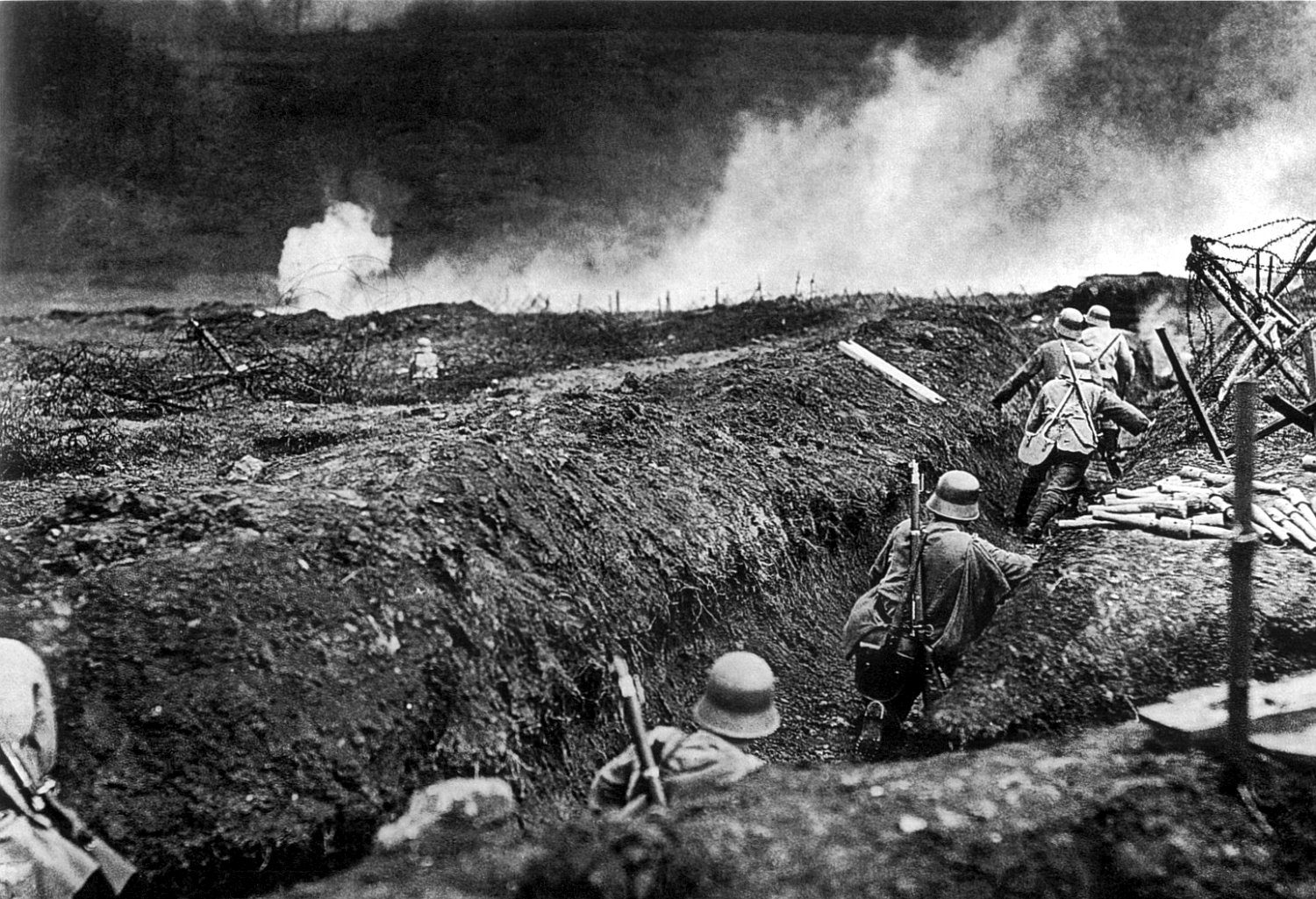
Trinchera durante la Primera Guerra Mundial.

En ingeniería militar, se denomina trinchera a la zanja defensiva que permite disparar estando a cubierto del enemigo.
Las trincheras normalmente albergaban condiciones insalubres y muchos soldados debían permanecer ahí durante meses, por lo cual había muchos focos de infecciones y enfermedades que causaron un gran número de muertos. Aparte de todo esto las enfermedades no eran el único problema del cual preocuparse ya que diferentes plagas, como las ratas, hacían de estas un lugar deplorable.
Generalmente, existen dos o tres clases de trincheras:
- Paralelas o plazas de armas: Son atrincheramientos detrás de los cuales se reúnen los soldados para disparar a 600 u 800 metros de la plaza.
- La segunda, situada a 350 o 400 metros de la plaza.
- La tercera, situada a 150 o 200 metros de la plaza.

Después de la tercera paralela ya no se construyen más que cabos de plaza de armas. Las trincheras tienen 1,30 metros de profundidad, y el parapeto 1,30 metros de altura. Su anchura es de 3 metros para las paralelas y 1,30 metros para los ramales.

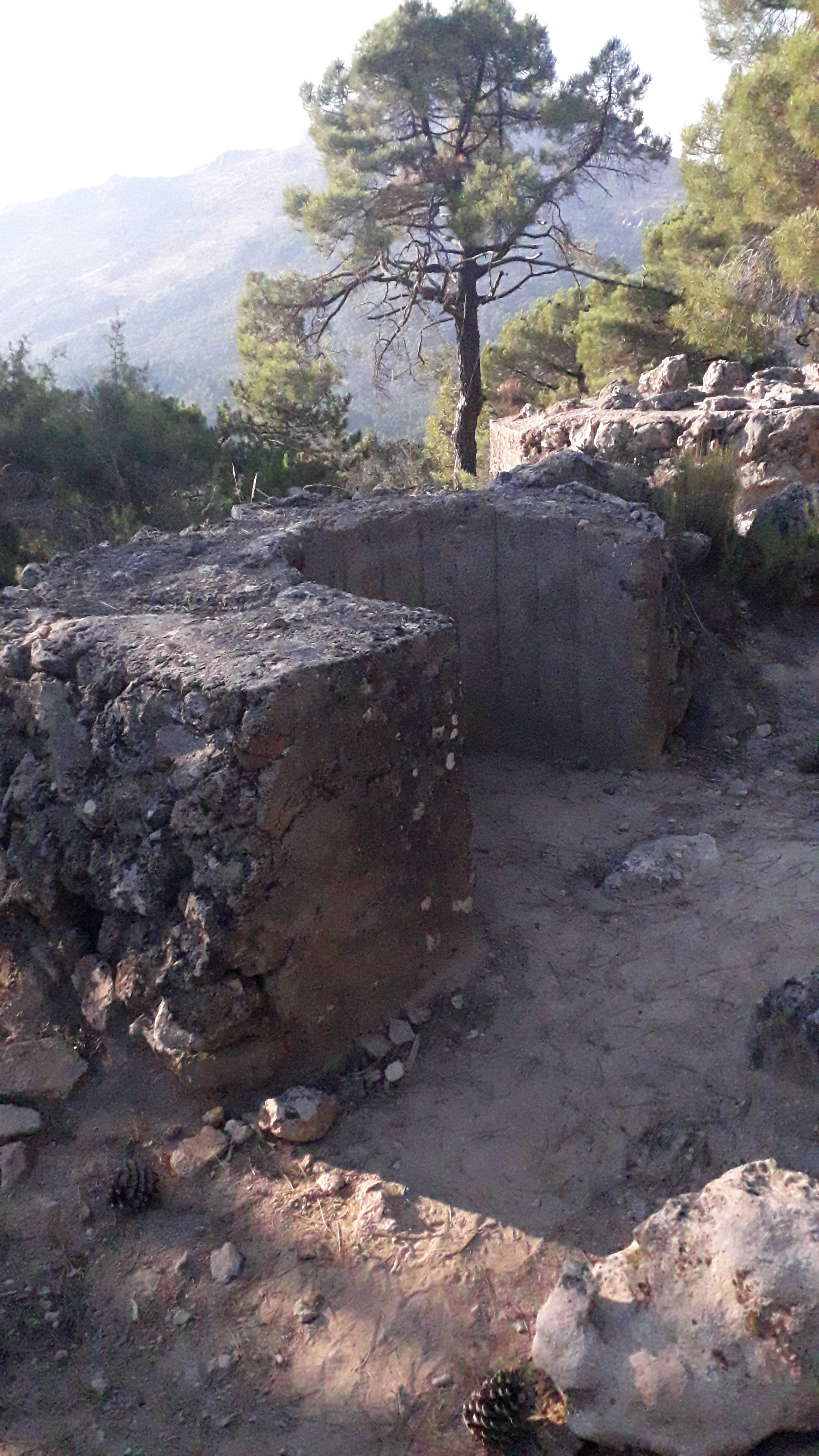
Sierra de Huétor

## Conceptos relacionados

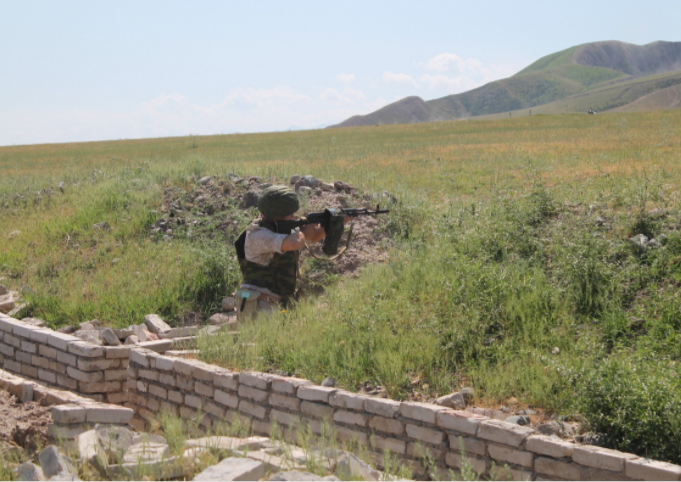
Una trinchera reforzada con ladrillos en un campo de entrenamiento militar

- Se denomina trinchera de vuelta a la que por su trazado envuelve la obra atacada.
- La trinchera doble es la que tiene aviones por ambos lados.
- Se llama trinchera recta a la que se encamina directamente a las obras que se quieren batir, debido a que el terreno no permite que se construya de otro modo.
- Se denomina guerra de trincheras o guerra de posiciones a una forma de hacer la guerra en la cual los ejércitos combatientes mantienen líneas estáticas de fortificaciones cavadas en el suelo y ambas enfrentadas.
- Se llama trinchera antitanque a zanjas diseñadas específicamente para dificultar o bloquear el paso de blindados.